# سوينق فاير
سوينج فاير (بالإنجليزية: Swingfire) صاروخ بريطاني مضاد للدبابات (ATGM) موجه بالسلك. تم تطويره في الستينيات وتم إنتاجه بين عام 1966 حتى عام 1993. ويشير الاسم إلى قدرته على إجراء دوران سريع يصل إلى تسعين درجة بعد إطلاق النار حتى يدخل إلى خط الرؤية مؤشر جهاز التوجيه اليدوي في يد الرامي. وهذا يعني أنه يمكن إخفاء مركبة الإطلاق وأن يقوم المشغل باستخدام منظار محمول، يوضع على مسافة في موضع إطلاق أكثر فائدة.

## التطوير
تم تطوير الصاروخ بواسطة Fairey Engineering Ltd ومؤسسة الطيران البريطانية (BAC)، جنبًا إلى جنب مع Wallop Industries Ltd، وبعض المقاولين من الباطن الصغار. وقد تم تطويرة ليحل محل صاروخ فيكرز فيجلنت في خدمة القوات البريطانية. تضمن تصميمه عناصر من سلفه Vigilant وصاروخ Orange William التجريبي.
إلى جانب استخدامه على متن صائدة الدبابات FV438 Swingfire والمركبات المدرعة FV102 Striker، وقد تم تطوير الصاروخ ليمكن إطلاقه من منصات مختلفة كمنصة الإطلاق على متن المركبة FV712 Ferret ومزودة بأربعة صواريح وهي قيد الاستخدام الآن لدى الجيش البريطاني. أو بعض المنصات الأخرى كـ Beeswing على متن الاند روفر، أو Hawkswing على متن المروحية Lynx، أو Golfswing - على متن مركبة قتالية صغيرة أو روبوت.
وقد شهدت صواريخ سوينج فاير استخداما قتاليًا موسع في حرب الخليج وحرب العراق. وبعد نقاش مطول، تم استبدال صاروخ سوينج فاير بالـجافلن في منتصف عام 2005 لتلبية متطلبات المواقف الجديدة والمتغيرة. واستثمر الجيش البريطاني بكثافة في صواريخ جافلن، وهو الآن نظام الصواريخ المضاد للدبابات الثقيلة الرئيسي المستخدم من قبل الجيش البريطاني.

## المواصفات
- القطر: 170مم.
- باع الجناح: 0.39م.
- الطول: 1.07م.
- الوزن: 27كغم.
- الرأس الحربي: رأس متفجر مضاد للدروع بوزن7كغم.
- المدى: 150م إلى 4000م.
- السرعة: 185م/ث.[1]
- التوجيه: موجه سلكيًا (MCLOS)، وتمت ترقيته لاحقًا إلى (SACLOS).[1]
- الية التوجيه: توجيه الدفع بتحكم (TVC).
- قدرة الاختراق: 800مم في (RHA).[7]
- تكلفة الوحدة: £7,500.[8]

## مستخدمون

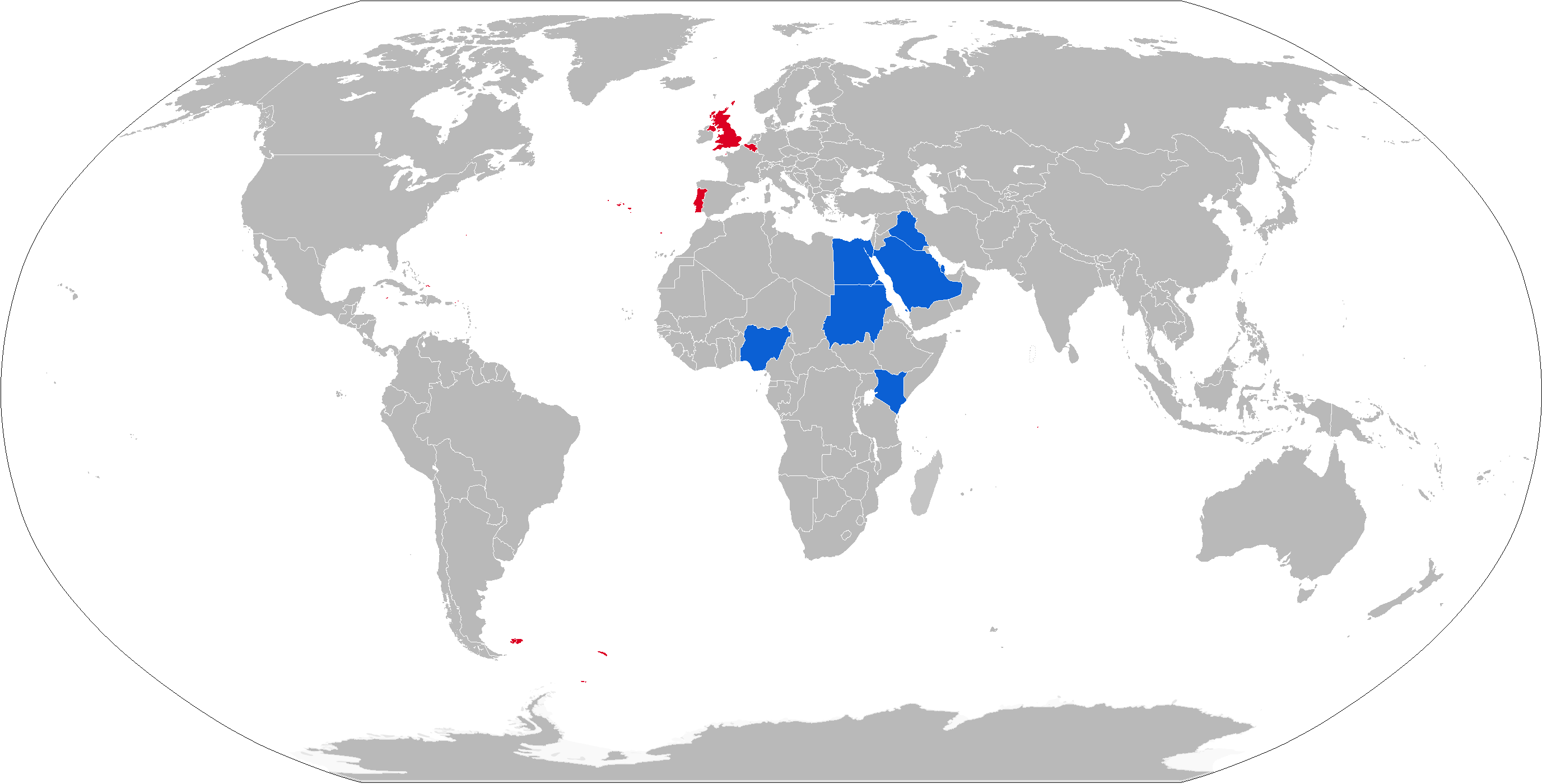
خريطة توضح المستخدمين الحاليين لسوينق فاير باللون الأزرق والسابقين باللون الأحمر

### مستخدمون حاليون
- مصر - يتم إنتاج صواريخ سوينغ فاير أيضا في مصر بموجب ترخيص من قبل العربية البريطانية الديناميكية.[9][10]

- العراق[11]
- كينيا[1]
- نيجيريا[12]
- قطر[1]
- السعودية[1]
- السودان[11][13]

### مستخدمون سابقون
- بلجيكا - على متن صائدة الدبابات FV438 Swingfire.[1]
- البرتغال - تستخدم على مركبة قتال مدرعة (Bravia Chaimite)، متقاعد حاليا.
- إيران[14]
- المملكة المتحدة
  - FV102 Striker - مع 5 من صناديق اطلاق النار.
  - FV438 Swingfire - اثنان من صناديق اطلاق النار.
  - دايملر فيريت - مع 4 من صناديق اطلاق النار.

## وصلات خارجية
- RAF Museum
- Global Defence
- Astronautix
- Skomer نسخة محفوظة 23 أغسطس 2006 على موقع واي باك مشين.
- RAF Museum
- Live firing photo gallery, Strikers on German ranges, 1979
- Swingfire video